# Сміт і Джонс
Сміт і Джонс (англ. Smith and Jones) — перший епізод третього сезону поновленого британського науково-фантастичного телесеріалу «Доктор Хто». Уперше транслювався на телеканалі BBC One 31 березня 2007 року. Згідно з оцінками епізод був переглянутий 8,7 мільйонами глядачів, ставши дев'ятою найбільш переглядуваною телепрограмою на телебаченні Великої Британії за тиждень. Епізод отримав 88 балів за індексом оцінки.
В епізоді відбувається дебют Фріми Аджимен як супутниці Доктора (грає Марту Джонс). Раніше акторка з'являлась в епізоді 2006 року «Армія привидів» у ролі двоюрідної сестри Марти Джонс — Адоли. Також в епізоді уперше з'являється родина Марти: мати Франціна (грає Аджоа Андо), батько Клів (грає Тревор Лейрд), сестра Тіш (грає Гуру Мбата-Роу) та брат Лео (грає Реггі Єйтс).
В епізоді іншопланетна наймана поліція, яка складається з раси джудунів, переміщує лондонську лікарню на Місяць для того, щоб знайти злочинця-втікача, яка називає себе «Флоренс Фіннеган» (грає Енн Рейд) і вдає пацієнтку лікарні.
Епізод був знятий переважно у серпні 2006 року, в лікарні Сінглтон та Гламорганському університеті, які зображали вигадану лікарню Королівської надії (англ. Royal Hope Hospital). Джудуни носять на собі обладунки: для економії коштів тільки один джудун показаний без захисного шолома.

## Сюжет

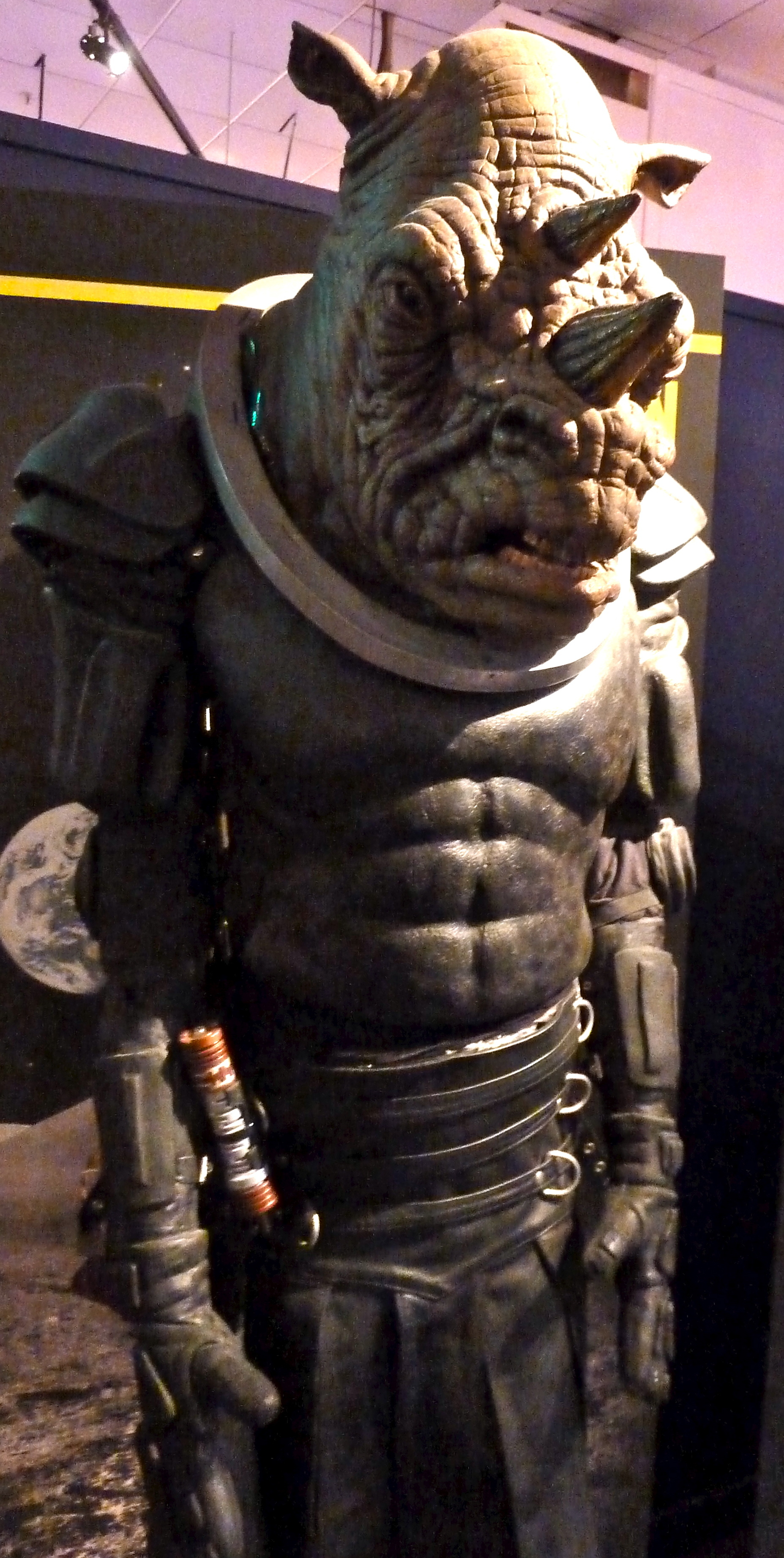
Джудун на виставці «Doctor Who Experience»

Студентка-медик Марта Джонс, йдучи в лікарню, отримує телефонні дзвінки від різних членів її родини щодо святкування дня народження її брата. На вулиці вона зіткається з Доктором. Марта прибуває до лікарні Королівської надії та починає заняття з іншими студентами під керівництвом доктора Стокера, оглядаючи Флоренс Фіннеган. Наступним пацієнтом, до якого вони переходять, є «Джон Сміт» — Доктор, який видає себе за пацієнта. Марта запитує його, чому він був на вулиці вранці, але Доктор заперечує, що був там. Марта прослуховує Доктора та за допомогою стетоскопу виявляє в нього друге серце.
Грозова хмара над лікарнею переміщує її на Місяць. Багато пацієнтів і співробітників панікують, а Фіннеган розшукує доктора Стокера. Марта разом з Джулією, іншою студенткою, прямує до вікна, яке має намір відчинити, в той час як Доктор знаходиться поруч. Марта пояснює Джулії, що внаслідок цього повітря не зникне, оскільки вікно не герметичне, тому зникнення повітря вже би відбулось. Доктор хвалить Марту за розсудливість. Він запитує, чи є у них балкон, на що Марта ствердно відповідає. Виходячи на балкон, Доктор запитує Марту про причину подій — вона впевнена в іншопланетному вторгненні, згодуючи свою загиблу двоюрідну сестру під час вторгнення далеків та кіберлюдей. Доктор кидає камінь, який відскакує від силового поля. Марта усвідомлює, що повітря в лікарні — це все повітря, яке вони мають, в якому закінчиться кисень. На Місяці поблизу лікарні приземляються космічні кораблі. В лікарню заходять чорні броньовані солдати, яких Доктор розпізнає як джудунів. Місіс Фіннеган висмоктує кров Стокера, вбиваючи його.
Джудуни починають сканування людей. Один із лікарів-стажерів Олівер Моргенштерн намагається говорити, представляючи людство. Капітан джудунів його не слухає, використовуючи для розмови пристрій перекладу власної мови на англійську. Потім він сканує Моргенштерна, підтверджує його як людину та робить позначку на руці. Ховаючись на балконі з Мартою, Доктор каже, що джудуни шукають іншопланетян, що є для нього поганою новиною.
Доктор намагається отримати інформацію з комп’ютера, але знаходить, що джудуни стерли записи, які могли б допомогти знайти їх ціль. Вони з Мартою вирушають до кабінету Стокера, щоб дізнатись від нього про пацієнтів з незвичайними симптомами. Коли вони прибувають до кабінету, Флоренція все ще п'є його кров. Марта тікає, а Флоренція наказує одному зі своїх помічників її вбити. Марта каже Доктору, що знайшла прибульця. Доктор негайно тікає разом з Мартою. Вони забігають до кімнати з рентгенівським апаратом. Доктор наказує Марті активувати пристрій, перебуваючи поза захисною камерою. Помічник Фіннеган спалюється випромінюванням, коли знаходить їх, а Доктор поглинає випромінювання, яке нешкідливе для нього. Доктор усвідомлює, що Флоренція пила кров для того, щоб її засвоїти та унаслідок цього зімітувати людину, аби обдурити джудунів. Вони вирішують негайно знайти Фіннеган до того часу, як вона пройде сканування джудунами, але вона його успішно проходить.
Доктор і Марта скрадаються, щоб уникнути інших помічників Фіннеган, однак їх знаходить джудуни, які сканують Доктора та реєструють як нелюдину. Джудуни намагаються застрелити Доктора, але він втікає з Мартою на нижній поверх. Вони повертаються до кабінету доктора Стокера та знаходять, що його кров була випита. Доктор з'ясовує, що Фіннеган пішла до відділу МРТ. Доктор каже Марті дати йому час знайти Флоренцію, а потім тікає. Джудун знаходить Марту та починає її сканувати. Вони ідентифікують її як людину зі слідами нелюдської ДНК — проводиться глибше сканування.
Тим часом Доктор знаходить Флоренцію, яка змінює параметри увімкненого томографа. Флоренція доручає помічнику, що залишився, провести Доктора, поки вона пояснює йому свій план. Вона планує перевантажити томограф, щоб знищити мозок кожної живої істоти в межах п'ятдесяти тисяч миль, поки вона залишається захищеною в контрольній кімнаті. Доктор повідомляє, що ці межі включають Землю. Флоренція заявляє, що це вплине лише на сторону, обернену до Місяця та висмоктує кров Доктора.
Джудуни підтверджують, що Марта є людиною і вирушають до відділу МРТ. Марта йде за ними; сканування джудунів показують, що Доктор мертвий. Флоренцію сканують знову та ідентифікують нелюдиною, через те, що Фіннеган засвоїла кров Доктора. Джудуни звинувачують її у вбивстві іншопланетної принцеси та вбивають Флоренцію. Джудуни виявляють проблему з МРТ, але оголошують свій обов'язок виконаним та повертаються на кораблі, гніваючи цим Марту. Марта намагається реанімувати Доктора, виконуючи масаж серця на обох його серцях. Доктор встає та від'єднує томограф від мережі. Джудуни повертають лікарню на Землю. Марта бачить, як Доктор повертається до TARDIS та зникає, але її відволікає сестра.
На вечірці між членами родини виникає сварка. Марта виходить з ресторану та бачить Доктора і йде до нього. Він пропонує їй поїздку, щоб подякувати за допомогу, але вона відмовляється, пояснюючи це обмеженим часом. TARDIS дематеріалізується та повертається; з нього виходить Доктор, який повернувся після того, як відволік Марту уранці. Він показує Марті TARDIS та починає з нею подорож у часі.

## Знімання епізоду
Знімання епізоду відбувалось переважно в серпні 2006 року, додаткова робота над ними проводилась у вересні-листопаді цього ж року. Лікарня була знята в декількох місцях: використовувалась Школа наук в Гламорганському університеті, а також частини лікарні Сінглтон у Суонсі, та бізнес-парк в долині Аск. Балкон та їдальня для персоналу були зняті в студії знімання «Доктора Хто» в Аппер-Боат, Трефорест
Алея, в кінці якої було припарковано TARDIS, знаходиться в Понтипрідді та була використана для зйомок у вересні 2006 року. Сцени з родиною Марти були зняті у жовтні 2006 року, також у Понтипрідді. Вуличні сцени з Тріш на початку епізоду були зняті на Квін-стріт у Кардіффі у жовтні.

## Трансляція епізоду та відгуки
Згідно з оцінками епізод був переглянутий 8,7 мільйонами глядачів, ставши дев'ятою найбільш переглядуваною телепрограмою на телебаченні Великої Британії за тиждень. Епізод отримав 88 балів за індексом оцінки.
Епізод початково було заплановано транслювати 17 березня 2007 року. Однак, дата показу була зміщена на один тиждень уперед, до 24 березня, коли виявилось, що прем'єра перекрила би собою фінал серіалу Танцюючи на льоду (англ. Dancing on Ice) телеканалу ITV1. Показ епізоду був зміщений ще на один тиждень, до 31 березня, через кваліфікаційний матч Чемпіонату Європи з футболу між збірною Англії та Ізраїлю 24 березня. Епізоди «Сміт і Джонс» та «Код Шекспіра» були показані пресі 21 березня, що створило ажіотаж у дні перед трансляцією. За два тижні до показу на BBC були презентовані два трейлери третього сезону. В них були показані короткі кліпи з епізодів сезону, переважно зі «Сміт та Джонс».
Дейв Бредлі з «SFX» дав епізоду оцінку п'ять зірок з п'яти, назвавши його «вибуховим початком» та хвалячи персонаж Марти Джонс та джудунів. Тревіс Фікетт з IGN дав епізоду оцінку 8,2 балів з 10, вважаючи, що епізод розпочав сезон з «як і розважальним іншопланетним вторгненням, так і лякаючим введенням» персонажа Марти. Оглядач зі «The Stage» Скотт Метьюмен помітив, що наукове підґрунтя епізоду «не витримується при уважному вивченні» та відчував, що родина Марти була «найслабшою частиною», тому що вона виглядала, як «щось, що трохи більше, аніж карикатура ситкому», але водночас він хвалив Фріму Аджимен та персонажа, якого вона грає. Дек Хоган з «Digital Spy» змішано відгукувався про епізод, вважаючи, що Фіннеган можливо не є «достатньо лякаючим монстром для першого епізоду», і що «складний родинний тягар» Марти зробив внесок у те, що вона не є таким же гарним героєм, як Роуз Тайлер чи Донна Ноубл.